# Velké Opatovice (nádraží)
Velké Opatovice je železniční stanice ve východní části města Velké Opatovice v okrese Blansko v Jihomoravském kraji nedaleko řeky Jevíčky. Leží na neelektrizovaných jednokolejných tratích Třebovice v Čechách – Chornice – Prostějov/Velké Opatovice a Skalice nad Svitavou – Velké Opatovice. Přibližně 500 metrů západně od stanice je umístěno městské autobusové nádraží.

## Historie
Stanice byla vybudována jakožto součást odbočné trati společnosti Moravská západní dráha (MWB) do Velkých Opatovic, nádraží zde vzniklo jako koncová stanice, vyvedené z Chornic. Tudy procházela hlavní trasa dráhy spojující Třebovici v Čechách, kde se trať napojovala na existující železnici do Ostravy a Krakova, a Prostějov s možnými směry jízdy na Brno, či na Olomouc. Nádraží bylo vystavěno dle typizovaného stavebního vzoru. Pravidelný provoz mezi Prostějovem a Třebovicí i na odbočné trati byl zahájen 1. září 1889.
18. května 1908 otevřela společnost Místní dráha Velké Opatovice – Skalice nad Svitavou trať do Boskovic s napojením na hlavní trať mezi Brnem a Českou Třebovou v nedaleké Skalici nad Svitavou. Po zestátnění MWB (na níž dopravu zajišťovaly státní dráhy od zahájení provozu) v roce 1925 pak správu trati přebraly Československé státní dráhy, zároveň převzaly dopravu na místní dráze ze Skalice nad Svitavou, která byla ale zestátněna až ve 30. letech 20. století.
Ve druhé polovině 20. století byla z důvodu zvýšení přepravní kapacity byla původní budova stanice nahrazena novostavbou.
Od prosince 2011 byla zastavena doprava z Chornice do Velkých Opatovic, roku 2017 byla obnovena, v letech 2018–2020 byla provozována jen o nedělích a od prosince 2020 je opět zastavena.
Od června 2023 byla zastavena pravidelná osobní doprava i v úseku z Velkých Opatovic do Boskovic.

## Popis
Nachází se zde dvě nekrytá jednostranná úrovňová nástupiště, k příchodu k vlakům slouží přechody přes koleje.